# Alekos Udinotis
Alekos Udinotis (griechisch Αλέκος Ουδινότης, * 1935 in Athen; † 2020 in Thessaloniki) war ein griechischer Film- und Theaterschauspieler.

## Biografie
Geboren 1935 in Athen, studierte er zunächst am Karolos-Koun-Kunsttheater und parallel dazu an der mathematischen Fakultät der Universität Athen. Ende 1974 begann Udinotis seine Zusammenarbeit mit dem Nationaltheater Nordgriechenlands (KTHVE), wo er bis 1999 auftrat. Während seiner Zeit am KTHVE trat er in Stücken wie Der Kirschgarten von Anton Tschechow unter der Regie von Minos Volanakis, Die Dreigroschenoper, Onkel Wanja, Der Hausmeister usw. auf. Er war auch künstlerischer Leiter des Nationaltheaters in Athen. Er gilt als einer der bedeutendsten Schauspieler in der Geschichte des KTHBE. Er trat auch an anderen Theatern auf, unter anderem am Nationaltheater.
Udinotis war auch in mehreren Filmen zu sehen, darunter Babylonia (1970), Stille Tage im August von Pantelis Voulgaris (1991), Der Blick des Odysseus (1995) und Die Ewigkeit und ein Tag von Theo Angelopoulos (1998).
Er starb am 15. März 2020.